# Липник (Підкарпатське воєводство)
Липник (пол. Lipnik) — село на Закерзонні в Польщі, у гміні Каньчуга Переворського повіту Підкарпатського воєводства. Населення — 185 осіб (2011).

## Історія
Відповідно до «Географічного словника Королівства Польського» в 1889 р. Липник був присілком (хутором) села Сетеш Ланцутського повіту Королівства Галичини і Володимирії, у селі було 313 будинків (з них 18 в Липнику і 8 на землях фільварку) і 1777 мешканців (1744 римо-католики, 1 греко-католик і 32 юдеї).
У 1975—1998 роках село належало до Перемишльського воєводства.

## Демографія
Демографічна структура станом на 31 березня 2011 року:
|          | Загалом | Допрацездатний вік | Працездатний вік | Постпрацездатний вік |
| -------- | ------- | ------------------ | ---------------- | -------------------- |
| Чоловіки | 94      | 22                 | 57               | 15                   |
| Жінки    | 91      | 21                 | 39               | 31                   |
| Разом    | 185     | 43                 | 96               | 46                   |

## Пам'ятки
- Комплекс фільварку
  - Мурований панський двір
  - Ландшафтний парк
- Резерват природи «Гусівка» для охорони Клокички перистої